# 白云山镇
白云山镇，是中华人民共和国贵州省黔南布依族苗族自治州长顺县下辖的一个乡镇级行政单位。

## 行政区划
白云山镇下辖以下地区：
改尧村、鼠场村、思京村、中院村、凉水村、猛秋村和烂山村。